# Grant Avenue (metropolitana di New York)
Grant Avenue è una fermata della metropolitana di New York, situata sulla linea IND Fulton Street. Nel 2015 è stata utilizzata da 2 084 651 passeggeri.
È servita dalla linea A Eighth Avenue Express, sempre attiva.